# Elias Krischke

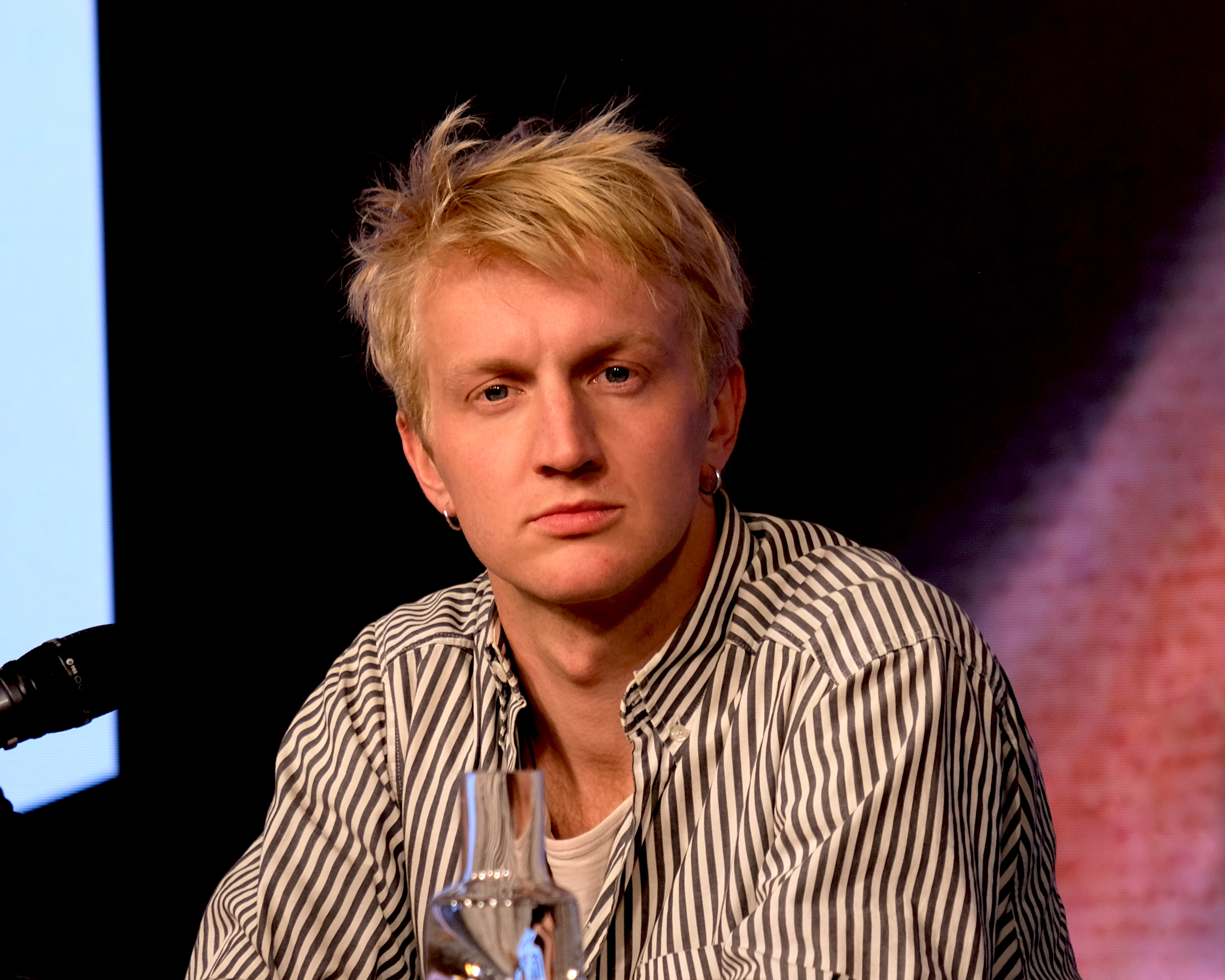
Elias Krischke (2025)

Elias Krischke (* 13. Februar 1996 in Hildesheim) ist ein deutscher Theater- und Filmschauspieler, Sänger, Tanzperformer und Schlagzeuger.

## Leben
Elias Krischke sammelte bereits als Kind am Stadttheater Bühnenerfahrung. Mit Ein Maskenball von Verdi und Cabaret stand er zum ersten Mal auf einer professionellen Bühne. Es folgten bis zum Beginn seines Studiums diverse Stücke in allen Sparten am Stadttheater Hildesheim, später tfn - Theater für Niedersachsen. Darunter z. B. Ein Volksfeind von Henrik Ibsen unter der Regie von Gabriele Gysi.
Er gewann mehrere Preise als Schlagzeuger bei dem Bundeswettbewerb „Jugend musiziert“ sowie dem „Playalong Contests“ des größten Schlagzeugmagazins „Drumheads“.
Ab 2014 studierte er Musical an der Essener Folkwang Universität der Künste. Während seiner Studienzeit wirkte er in Musicals wie u. a. Fast Normal von Tom Kitt und Brian Yorkey unter der Regie von Harald Weiler an den Hamburger Kammerspielen mit. Er ist 1. Bundespreisträger des Wettbewerbs Jugend musiziert in der Wertung Vokalensemble und Preisträger des Bundeswettbewerbs Gesang Musical/Chanson. Von 2016 bis 2020 absolvierte er ein zusätzliches Schauspielstudium am Max Reinhardt Seminar in Wien. Auch hier trat er seine ersten Engagements als Schauspieler bereits während des Studiums an. Wie u. a. am Wiener Burgtheater, wo er u. a. in Die Bakchen in der Regie von Ulrich Rasche zu sehen. 2020 folgte sein Erstengagement am Schauspiel Stuttgart, wo er von 2020 bis 2023 festes Ensemblemitglied war.
Seit 2023 lebt Elias Krischke in München und ist dort im Ensemble der Münchner Kammerspiele.
Elias Krischke spielt in diversen deutschen und internationalen Filmen und Serien, darunter u. a. der Netflix-Serie The billion dollar code, der Amazon-Serie Wir Kinder vom Bahnhof Zoo oder der Sky Serie Munich Games.